# Shigeru Mizuki
Shigeru Mizuki (jap. 水木 しげる, Mizuki Shigeru; * 8. März 1922 in Sakaiminato, Präfektur Tottori; † 30. November 2015 in Tokio) war ein japanischer Manga-Zeichner. In seinen Werken, darunter Ge Ge Ge no Kitarō, beschäftigte er sich meist mit Yōkai (Monstern und Geistern) und hat neben Comics auch bebilderte Lexika über Dämonen, Hexen und andere Wesen aus dem japanischen Volksglauben herausgebracht.

## Biografie
Er wurde als Shigeru Mura (武良 茂, Mura Shigeru) als zweiter von drei Söhnen 1922 in Sakaiminato geboren. Sein Zeichentalent zeigte sich in der Kindheit, ebenso sein Interesse für die Mythologie. Eine alte Frau aus seiner Nachbarschaft, die begeistert von Geistern war, erzählte ihm viele Geschichten über Yōkai. Mizuki gab ihr den Spitznamen Non Non Bā (のんのんばあ). Später vertiefte er sein Wissen, indem er die Werke des Ethnologen Kunio Yanagita las.

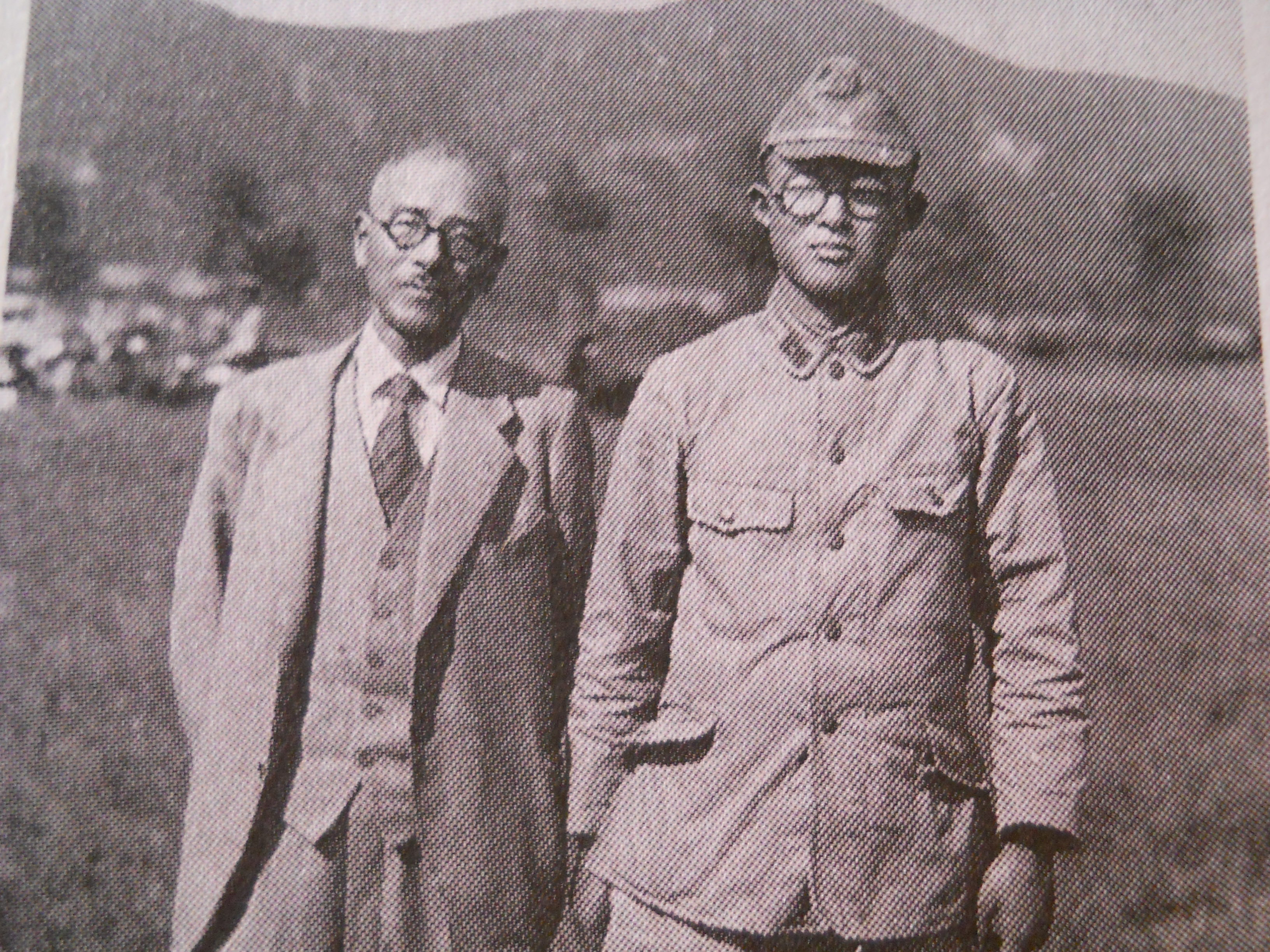
Shigeru Mizuki (rechts) und sein Vater (links) 1943

1943, als 21-Jährigen, zog man ihn zum Dienst in der Kaiserlich Japanischen Armee ein. Er wurde nach Rabaul in Neubritannien geschickt und entwickelte eine Faszination für die Kultur Papua-Neuguineas. Dort wurde er von seinen Vorgesetzten terrorisiert und erlebte, wie seine Kameraden durch Bombenangriffe und Krankheiten starben. Als er selbst mit Malaria zu kämpfen hatte und kurz davor war, zu sterben, verlor er seinen linken Arm bei einem Luftangriff der Alliierten. Er überlebte und kam in seine Heimat zurück.
Mizuki arbeitete einige Zeit als schlechtbezahlter Zeichner von Bildern für Kamishibai (Papiertheater). Anschließend schuf er einige Comics für Kashihon’ya (Leihbüchereien). Sein erstes Kashihon’ya-Taschenbuch erschien 1957 unter dem Titel Rocketman. Für Kashihon’ya-Verlage zeichnete er ab 1959 auch seine ersten Geschichten um die Figur des Waisenjungen Kitarō, basierend auf einem Kamishibai-Bühnenstück, das Mitte der 1930er Jahre populär gewesen war. Dieser ist Nachfahre eines von der Menschheit in die Berge vertriebenen Geisterstammes. Er hilft der Gesellschaft bei ihren Problemen mit den Yōkai.
Als die Leihbüchereien wegen des Aufschwungs der Manga-Magazine immer weniger wurden, begann Mizuki, für das alternative Magazin Garo zu zeichnen. Kurze Zeit später veröffentlichte er seine Arbeiten auch und vor allem in Mainstream-Magazinen wie Shōnen Magazine. Ein erster kommerzieller Erfolg gelang ihm 1965 mit Terebi-kun über einen Jungen, der in seinen Fernseher steigen und die Produkte aus den Werbungen an seine Freunde in der wirklichen Welt geben kann. Für diese Geschichte, die in einem Zusatzmagazin zu Shōnen Magazine veröffentlicht wurde, gewann Mizuki im nächsten Jahr den Kōdansha-Jidō-Manga-Preis.
Zu seinem größten Erfolg sollten jedoch die Geschichten um Kitarō werden. Unter dem Titel Ge Ge Ge no Kitarō entstand von 1968 bis 1969 eine populäre, 65-teilige Schwarzweiß-Anime-Fernsehserie. Das Konzept um einen Jungen, der Abenteuer mit Yōkai erlebt, nahm Mizuki anschließend auch in weiteren Serien wie Akuma-kun und Kappa no Sanpei auf. Sowohl Akuma-kun als auch Kappa no Sanpei hatte er bereits für Leihbüchereien gezeichnet, ab 1967 legte er die Geschichte für Manga-Magazine jedoch neu auf. Beide wurden zu Hits.
Nachdem er kommerziell erfolgreich gewesen war, verarbeitete er seine Erfahrungen aus dem Zweiten Weltkrieg in antimilitaristischen, historischen und autobiografischen Comics. Beispielsweise veröffentlichte er mit Gekiga Hitler 1971 im Magazin Manga Sunday eine Biografie Adolf Hitlers in Manga-Form. In Sōin Gyokusai Seyo! beschreibt er auf 350 Seiten, basierend auf eigenen Erlebnissen, das Leben von japanischen Soldaten im Zweiten Weltkrieg, wie etwa ein Kommandant mit Bushidō-Idealen auf Rabaul seine Soldaten zum Selbstmord auffordert. In Comic Shōwashi behandelt er auf 2000 Seiten die Geschichte der Shōwa-Zeit; eine seiner Geisterfiguren fungiert als Erzähler. Für dieses Werk wurde Mizuki 1989 mit dem Kōdansha-Manga-Preis in der allgemeinen Kategorie ausgezeichnet.
In den 1990er Jahren stieg die Popularität seiner Geistergeschichten weiter. 1992 wurden seine Geschichten über Non Non Ba als preisgekrönte Fernsehserie umgesetzt und auf dem öffentlichen Sender NHK ausgestrahlt. 1991 ehrte man ihn mit dem Verdienstorden am purpurnen Band und 2003 mit dem Orden der Aufgehenden Sonne. 1996 errichtete seine Heimatstadt Sakaiminato die Mizuki Shigeru Road (水木しげるロード) ihm zu Ehren, in der Bronzestatuen seiner bekannten Figuren aufgestellt und weitere Dinge, die mit ihm und seinem Werk in Verbindung stehen, platziert sind. 2003 wurde er mit dem Osamu-Tezuka-Kulturpreis als Spezial-Preis ausgezeichnet.
In Frankreich erschien eine Zusammenstellung einiger seiner Geschichten rund um Non Non Ba. Diese gewann beim Festival International de la Bande Dessinée d’Angoulême 2007 den Prix du meilleur album. Ebenfalls in Angoulême wurde 2009 die französische Veröffentlichung von Sōin Gyokusai Seyo! mit dem Prix du patrimoine prämiert. Seine Werke wurden auch ins Spanische und Englische übersetzt.
Shigeru Mizuki starb am 30. November 2015 im Alter von 93 Jahren in Tokio.

## Werke (Auswahl)
- Rocketman (ロケットマン, roketto man), 1957
- Ge Ge Ge no Kitarō (ゲゲゲの鬼太郎), 1959–1967[2]
- Kappa no Sampei (河童の三平), 1961–1969
- Akuma-kun (悪魔くん), diverse Manga-Reihen, die zwischen 1963 und 1990 erschienen
- Terebi-kun (テレビくん), 1965
- Non Non Bā to Ore (のんのんばあとオレ)
- Gekiga Hitler (劇画ヒットラー), 1971
- Sōin Gyokusai Seyo! (総員玉砕せよ!), 1973
- Comic Shōwashi (コミック昭和史), 1988–1994

### Auf Deutsch
- Hitler. Reprodukt-Verlag, Berlin 2019, ISBN 978-3-95640-177-0
- Tante NonNon. Reprodukt-Verlag, Berlin 2019, ISBN 978-3-95640-192-3
- Kindheit und Jugend. Reprodukt-Verlag, Berlin 2020, ISBN 978-3-95640-214-2
- Kriegsjahre. Reprodukt-Verlag, Berlin 2020, ISBN 978-3-95640-238-8
- Mangaka. Reprodukt-Verlag, Berlin 2021, ISBN 978-3-95640-263-0